# Noah Newman
Noah Christian Newman est un personnage de fiction du feuilleton télévisé Les Feux de l'amour. Il est actuellement interprété par Rory Gibson depuis le 12 octobre 2021 aux États-Unis.

## Interprètes
Enfant, Noah a été interprété par:
- Samanta et Zachary Elkins (1997)
- Laurent Summer Harvey (1997)
- Hunter Preisendorfer (1997-1998, 1999-2000)
- C.J. Hunter (1998, 1999-2000)
- Nicholas Graziano (1999, 2000)
- Blake Michael Bryan (2000-2001)
- McKay Giller (2001-2004)
- Blake Woodruff (2004-2005)
- Chase Ellison (2005)
- Hunter Allan (du 28 septembre 2005 au 9 mai 2008)

En 2008, Noah revient adolescent, il est interprété par:
- Kevin Schmidt (du 13 août 2008 au 8 février 2010)).

En 2010, Noah revient adulte. Il est interprété par:
- Luke Kleintank (du 21 septembre 2010 au 8 avril 2011)
- Kevin Schmidt de nouveau (du 14 avril 2011 au 3 aout 2012)
- Robert Adamson (du 1er octobre 2012 au 21 février 2020)
- Rory Gibson (depuis le 12 octobre 2021)

## Histoire

### L'enfance de Noah
- Noah est le fils de Sharon et Nicholas Newman né prématuré en 1997. Grace et Tony, les meilleurs amis de Sharon, décident de réconforter Sharon qui croit que Noah ne va pas survivre ; ils retrouvent Cassie, la fille que Sharon, adolescente, avait fait adopter. Noah survit et Cassie est adoptée par Nick.
- En 2005, Cassie meurt dans un accident de voiture, le comportement de Noah s'en trouve changé, il se révolte contre ses parents et a plusieurs crises de colère. Mais Daniel Romalotti Jr, le fils de Phyllis, tente de combler l'absence de Cassie ; lui et Noah deviennent de très bons amis. Nick et Sharon se séparent à la suite de ce drame. Nick se marie avec Phyllis, la mère de Daniel, avec qui il donne une petite sœur à Noah, Summer Ann Newman. Sharon, quant à elle, se marie avec Jack Abbott.
- En 2007, son père est porté disparu dans un accident d'avion et sa belle-mère Phyllis, de qui il est très proche, est condamnée à 6 ans de prison pour avoir fait chanter Brad Carlton et Sharon. Le comportement de Noah en est changé, il devient même agressif et Sharon l'envoie chez un thérapeute. Mais son père est finalement retrouvé et Phyllis ne fait que 2 mois de prison.
- En novembre 2007, alors que Sharon et Nick préparent un hommage à Cassie au futur Casino "Clear spring" le bâtiment s'effondre sur beaucoup d'habitants de Genoa. Jack se sacrifie pour faire sortir Nick et Sharon des décombres et se retrouve coincé dedans, il est finalement sauvé par Victor. Nick et Sharon découvrent avec horreur que leur fils fait partie des blessés coincés dans les décombres. On le sauve mais on doit lui retirer la rate. En juin 2008, Noah part en colonie de vacances.

### La rencontre avec Eden
- En août 2008, Noah revient avec cinq ans de plus (Les enfants grandissent très vite à Genoa !), il a maintenant 16 ans. Très vite il sortira avec Eden Gerick, la demi-sœur de Michael Baldwin. Abby (qui a maintenant 16 ans aussi) proche de Noah n'apprécie pas cette relation et tente de les séparer, mais finit par accepter.
- Début 2009, un drame arrive dans la vie de Noah, lui et Eden mentent à Michael Baldwin et Phyllis leur disant que chacun va chez l'autre. En fait Eden a eu l'idée d'aller patiner sur le lac alors qu'une tempête se prépare. La glace va se rompre alors que Noah patine ; Eden va chercher de l'aide, Brad qui passait par là entend des cris et découvrant Noah essaie de le sortir de l'eau glacée. Brad tombe dans l'eau ; Eden retrouve Noah inconscient. Alors que tout le monde cherche Brad, Noah se réveille mais ne se rappelle pas ce qui s'est passé, Brad est retrouvé mort de froid.
- Abby en veut à Eden qu'elle rend coupable de la mort de son père. Noah et Eden font l'amour mais sont surpris totalement nus par Nick et Phyllis.
- Quand Noah apprend que Nick trompe Phyllis avec sa mère, Sharon, il décide de se faire émanciper mais y renonce plus tard. Sharon est enceinte, Nick et elle se remettent ensemble mais quand Summer tombe dans le coma, il revient vers Phyllis avec qui il renouvelle ses vœux. Sharon souffre de kleptomanie et se fait interner dans un hôpital psychiatrique ; elle décide d'appeler son bébé Faith. Durant l'été 2009, Abby, Eden, Summer et Noah posent pour le magazine de mode de Nick, Restless Style, Abby fait la couverture.
- En septembre 2009, Sharon accouche de Faith Newman mais le bébé est volé par Victor Jr (Adam) alors que Sharon s'est évanouie avant d'avoir vu sa fille. Adam donne le bébé à Ashley Abbott qui fait une grossesse nerveuse. Nick et Sharon sont effondrés ; ils perdent leur deuxième fille. À sa sortie de l'HP, Sharon va habiter avec Noah dans l'ancienne maison de Brad Carlton (habitée par Colleen Carlton décédée il y a peu).

### L'année 2010 de Noah
- En janvier 2010, Noah frôle la mort une nouvelle fois : alors qu'il passe la soirée seul avec Eden, Daisy met le feu à la maison pour se débarrasser d'Eden, qui a de gros soupçons à son égard, en rallumant une bougie du salon qu'elle avait éteinte. Heureusement, Sharon rentre chez elle au même moment, accompagnée d'Adam et Ashley. Adam sauve Eden et Noah in extremis.
- Eden décide de quitter Genoa pour Paris pour y rencontrer sa famille maternelle durant plusieurs mois. Elle en parle donc à Noah. Noah est contre cette idée mais ne la retient pas car il sait l'importance que ça a pour Eden. Celle-ci lui en voudra de ne pas plus la retenir et pensera qu'il ne tient pas à elle comme elle. Finalement ils s'expliqueront et Eden partira. Néanmoins, leur relation ne semble pas être compromise. Peu de temps après, Noah demande à ses parents s'il peut rejoindre Eden à cause de l'ambiance familiale (à ce moment-là, le couple Adam-Sharon était contre tous puis Victor avait frappé Adam devant tout le reste de la famille). Ils acceptent et Noah s'envole donc pour Paris.
- En septembre 2010, Noah, devenu adulte, revient à Genoa sans Eden. Il avoue à ses parents qu'il a quitté Eden car ça n'allait plus entre eux. Il a l'occasion de revoir Faith mais différemment puisqu'elle est sa petite sœur. Il a appris que Phyllis et son père ont rompu alors il souhaiterait que ses parents se remettent ensemble. Très vite, il s'intéresse à Jana Hawkes, fraîchement divorcée de Kevin. Après un baiser, il comprend qu'elle veut reconquérir Kevin et qu'il n'aura pas de relation avec elle.
- Lors de l'exposition de Danny, Noah montre au tout Genoa ses talents de chanteur et de guitariste. Il envisage alors de faire une carrière artistique. Son souhait se concrétise quand Devon lui propose d'enregistrer un album et d'être son producteur. Noah accepte et enregistre une démo. Il est très vite repéré par Resurrection Music, le label de Tucker McCall (le fils caché de Katherine Chancellor). Peu après, Noah s'en va à New-York avec Devon pour enregistrer son album, sans même en parler à sa mère avec qui il est en froid depuis qu'elle a quitté son père pour Adam.

### La mort de Sharon
- En avril 2011, Noah revient pour le procès de sa mère, accusée du meurtre de Skye Newman, la femme d'Adam. Noah sait intimement que sa mère est innocente et espère qu'elle sera déclarée non coupable mais il lui en veut terriblement pour tous les mauvais choix successifs qu'elle a fait, surtout celui de retourner avec Adam alors qu'il lui a fait tant de mal. Il lui parle dans sa cellule avant qu'elle aille en prison et n'hésite pas à lui dire tout ce qu'il a sur le cœur, laissant Sharon effondrée. Le 8 avril, le jury rend sa sentence. Noah est tout de même présent pour sa mère mais malheureusement, elle est déclarée coupable. Après la sentence, il décide de retourner à New-York, ne pouvant supporter une nouvelle crise familiale. Mais pendant ce temps, sa mère s'évade du tribunal grâce à un plan d'Adam. Plus tard, elle téléphone Adam. Elle lui dit qu'elle en a marre et qu'elle ne sait pas comment elle pourra vivre constamment en cavale. Mais Adam, à Saint-Martin afin d'emmener Phyllis et Nick sur une fausse piste, la remotive et lui dit qu'il compte venir à sa rencontre le soir-même. Alors Sharon, à la Nouvelle-Orléans, décide de s'arrêter dans un hôtel en bord de route. Seule dans sa chambre, elle réalise qu'elle inflige à ses enfants la honte d'avoir une mère accusée de meurtre et en cavale et prend conscience des erreurs qu'elle a accumulé. Elle décide alors de ne pas attendre Adam et de partir en cavale seule. Avant de partir, elle écrit 3 lettres d'adieu pour Adam, Noah Newman|Noah et Faith qu'elle laisse sur la table de chevet. De nouveau sur la route, Sharon se fait attaquer par un couple qui lui vole sa voiture mais aussi ses bijoux dont sa bague de fiançailles. N'ayant plus de papiers ni de voiture, elle erre au bord de la route jusqu'au moment où elle trouve un dinner dans lequel elle s'arrête pour manger. Pendant ce temps, Adam arrive à l'hôtel de Sharon mais constate qu'elle n'est pas là. Le propriétaire le fait entrer dans sa chambre et là, il tombe sur les lettres qu'elle a laissé. Il lit celle qui lui est adressée et comprend que Sharon ne l'a pas attendu. Il est encore sous le choc par rapport à ce qu'il a lu quand le propriétaire l'informe qu'il y a eu un accident de voiture non loin de l'hôtel et que la voiture correspond à celle de Sharon. Au dinner, Sharon entend aussi qu'il y a eu un accident de voiture mais que la conductrice en est morte, gravement brûlée et "qu'il pourrait s'agir de Sharon Newman à cause de la photo du faux permis de conduire retrouvé dans son sac côté passager". Elle comprend alors que c'est la femme qui lui a volé sa voiture qui est morte et qu'on pense que c'est elle-même. Sharon paie et s'en va immédiatement du dinner. Elle se dit que c'est peut-être mieux qu'on la pense morte finalement. Adam, lui arrive sur le lieu de l'accident et voit l'ampleur des dégâts. Plus tard, il va reconnaître le corps et en voyant la bague de fiançailles de sa mère qu'il a donné à Sharon au doigt du cadavre, il confirme au médecin légiste que c'est bien elle. Elle est alors officiellement déclarée morte le 15 avril 2011 (épisode diffusé en France début octobre 2014 sur TF1). Au petit matin, Sharon continue d'errer dans le désert jusqu'au moment où elle trouve une grange qui semble abandonnée. Elle prend des duvets et s'endort sur du foin. Mais alors qu'elle dort, un homme la réveille. Tout d'abord effrayée, Sharon se lève vivement et le menace avec une fourche. Mais l'homme lui dit qu'il ne lui veut aucun mal et qu'elle est dans sa grange. Finalement, Sharon pose la fourche et s'excuse. Au moment de partir, une des brebis de l'homme s'apprête à mettre bas. L'homme lui demande son aide. Elle accepte et ensemble aident la brebis à mettre bas. Ensuite l'homme se présente à Sharon en lui disant qu'il s'appelle Sam Gibson et elle, lui donne un faux nom : Sheri Coleman.
- Pendant ce temps à Genoa, la nouvelle de la mort de Sharon se diffuse dans toute la ville. Toute sa famille est anéantie. Victor décide d'aller chercher Noah (de nouveau interprété par Kevin Schmidt) à New-York et de le ramener à Genoa (épisode diffusé en France le 29 septembre 2014 sur TF1). Noah dit à son grand-père qu'il a entendu parler de son évasion et qu'il a cru entendre qu'elle a eu un accident de voiture. Victor lui confirme qu'elle a bien eu un accident de voiture et qu'elle en est morte, c'est pourquoi il doit rentrer à Genoa.
- Quelques jours plus tard, le 22 avril, sa famille et sa grand-mère Doris organisent les funérailles de Sharon. Victor dépose une injonction contre Adam, qui souhaite aussi y participer, l'empêchant de venir à l'église sous peine d'être arrêter. Son père Nick la décrit comme son premier grand amour et espère qu'elle repose maintenant en paix avec Cassie. Cependant, l'injonction de Victor n'arrête pas Adam. Il s'introduit dans l'église en passant par le clocher et une fois dedans, il fait le procès de chacun des Newman. Après avoir fait son speech, Adam est arrêté. C'est alors qu'il appelle son père et lui demande de venir le rejoindre à la prison. Là, il lui propose de lui donner les lettres que Sharon a écrites s'il fait en sorte d'annuler les charges qui pèsent contre lui. Victor refuse dans un premier temps mais après s'être concerté avec Nick et Noah qui pensent qu'il faut qu'ils récupèrent les lettres, surtout pour Faith qui n'aura aucun souvenir de sa mère plus grande, il accepte et c'est finalement Noah qui annule ses charges contre son oncle.

### Du retour d'Eden au retour de Sharon
- Après l'accident de Tucker, Noah et Devon sont contraints de retourner à Genoa pour finir d'enregistrer l'album de Noah. Noah revient accompagné d'une jeune fille du nom de Hunter Forlani. Victor propose à Noah d'habiter au cottage, là où il a grandi et il accepte. Mais c'est quand Adam lui permet de vivre dans la maison qu'il en devient officiellement le propriétaire. Hunter, elle, préfère prendre une chambre à l'université.
- Le 29 juin 2011, Tucker sort du coma. Ashley est relâché et toutes les charges contre elle sont abandonnées. Noah souhaite en informer Abby mais n'arrive pas à la joindre. Victor lui apprend qu'elle est en cure de désintoxication. Il en parle alors avec Ashley qui, étrangement, lui demande de ne rien dire à Abby. Mais Noah ne l'écoute et se rend dans le centre pour tout lui dire. Abby décide alors de rentrer à Genoa avec lui. Cependant, elle ne lui dit pas qu'Eden est aussi dans ce centre depuis qu'elle est devenue boulimique et qu'elles se sont même parlé. Quand Eden voit Noah, elle se cache. Une fois Noah parti, Abby lui propose de partir avec eux mais Eden refuse. Pourtant, quand ils s'en vont, Eden appelle l'aéroport et achète un billet pour Genoa. Le lendemain, Abby et Noah sont au Néon Ecarlate. Abby lui avoue alors qu'Eden était au centre de désintoxication avec elle mais qu'elle n'a pas voulu rentré à Genoa. Et pourtant au même  moment, Eden débarque au Néon Ecarlate. C'est tout d'abord Lauren qui la voit en premier. Elle demande à Michael et Kevin de les rejoindre. Ensuite, Eden se présente devant Noah, très étonné de la revoir. Quand Michael et Kevin arrivent, elle leur avoue à tous les trois qu'elle était en désintoxication depuis plusieurs mois déjà. Noah comprend alors que leur rupture n'est pas étrangère à sa boulimie. Bien qu'ils affirment que tout est fini entre eux, leurs proches sentent bien qu'ils restent quelque chose.
- Quelques jours plus tard, Adam informe Noah qu'il continue de chercher la preuve de l'innocence de sa mère pour laver son nom. Il lui donne un stock de cartes mémoires à analyser.
- Le 8 juillet, Nick, Doris, Noah et Faith lui rendent un dernier hommage. Sa mère dit qu'elle a été "sa baby girl". Noah parle pour lui et sa petite sœur. Il lui dit qu'il l'aime et qu'elle lui manque. Nick dit qu'elle a été son premier amour et sa meilleure amie malgré leur divorce. Puis sur le pont du parc de Genoa, il disperse ses cendres pour qu'ils puissent tous faire leur deuil. Pendant ce temps à la Nouvelle-Orléans, Sharon fait à sa nouvelle vie. Sam la sent beaucoup plus sereine, c'est alors qu'il lui propose d'aller au bal de la ville avec lui. Elle refuse. Cependant, Sam doit quand même y aller parce qu'il s'est engagé à aider pour les préparatifs. Après le départ de Sam, Piper arrive, en pensant partir à la fête avec "Sheri" mais celle-ci lui annonce qu'elle ne compte pas y aller. Elle accepte finalement quand elle lui dit que c'est la première fois que Sam se rend au bal depuis que sa femme l'a quitté. Elle fait donc une surprise à Sam en arrivant à la fête, avec Piper, avec la robe qu'il lui a acheté. Sam lui présente ses amis, dont le policier qu'il l'arrêté sur la route après son évasion, la propriétaire du dinner dans lequel elle est allée après s'être faite volé sa voiture et enfin le père de Piper, policier aussi. Au cours de la fête, l'homme qui a volé sa voiture tente de voler celle de la propriétaire du dinner. Il est maîtrisé par les amis policiers de Sam, qui le ramènent à l'intérieur de la grange où a lieu la fête pour que la femme le reconnaisse. Sauf qu'en entrant, il reconnaît parfaitement Sharon, de même qu'elle. Les amis policiers de Sam l'amènent dehors et là il leur explique que Sharon Newman est bien en vie et à l'intérieur. Ils rentrent dans la grange et arrête Sharon devant tout le monde. Sam ne comprend pas, Sharon a juste le temps de lui dire qu'elle lui a menti à propos de son identité et qu'elle est désolée. Piper est en larmes. Au même moment, Adam trouve la carte mémoire de l'appareil photo de Sharon contenant la vidéo avec Skye juste avant sa mort. Il peut donc laver le nom de sa bien-aimée.
- La nouvelle quant à l'arrestation de Sharon se répand le soir-même à Genoa. Ce sont tous d'abord Nick et Phyllis qu'ils l'apprennent par téléphone, puis Noah à la télé et enfin Jack et Adam sur Internet. Le 11 juillet (épisodes qui seront diffusés en France fin décembre 2014 sur TF1), elle est transférée à Genoa. Phyllis se rend au poste pour voir Sharon de ses propres yeux. Nick la suit et lui demande de s'en aller pour éviter un scandale. Il demande des explications à Sharon mais en les entendant, il pète un plomb. Il n'arrive pas à croire qu'elle n'ait pas pensé que se faire passer pour morte a été douloureux pour tous ses proches. Il la blâme pour ce qu'elle a fait et s'en va. C'est ensuite Adam qui parle avec elle. Il est plus heureux que jamais, ayant rêvé que ce jour arrive. Il ne lui en veut pas du tout. Sharon est heureuse aussi mais elle se sent coupable de l'avoir trompé avec Sam. Elle décide alors de tout lui dire sauf qu'Adam, vraiment très heureux, ne la laisse même pas parler. C'est alors que Sam débarque ! Sharon n'en revient pas, Adam se retourne et le voit. Les deux hommes comprennent alors ce qu'ils sont pour Sharon. Sharon tente de le retenir mais Adam s'en va, se sentant trahi. Quand il apprend que sa mère est en vie, Noah refuse d'aller la voir. Mais Eden, finalement, réussit à le convaincre d'aller la voir. Leurs retrouvailles sont émouvantes. Noah dit à sa mère qu'il lui pardonne tout. De plus, il lui dit qu'Adam a trouvé la preuve de son innocence. Mais pendant ce temps, Adam, fou de rage d'avoir été trompé, jette la carte mémoire depuis le pont du parc. Le lendemain, Sharon a une discussion avec Sam. Elle s'excuse encore de lui avoir menti. Elle répond à toutes ses questions mais au bout d'un moment, elle lui demande de partir, retourner au ranch et à sa vie de vétérinaire seul en oubliant qu'il l'a rencontré et ce qu'il s'est passé entre eux. Finalement, c'est Victor qui le convainc de rester pour Sharon. Ensuite, Sharon demande à Adam de venir la voir. Elle lui explique tout, avec Sam. Quand elle lui demande pour la preuve de son innocence, Adam lui ment ouvertement en lui disant qu'il n'a finalement rien trouvé. Malheureusement, sans cette preuve, rien ne peut la sauver. Le lendemain, la juge la condamne à 25 ans de prison pour meurtre avec préméditation et 5 ans en plus pour s'être évadée. Sharon est bouleversée. Victor, qui est venue à l'audience, lui promet qu'il la sortira de prison. Mais Sharon a perdu tout espoir. Quant à Adam, il est impassible. Son attitude surprend bon nombre de monde, surtout Phyllis. Elle ne comprend pas pourquoi Adam n'est pas auprès de Sharon, pourquoi il ne cherche plus à l'innocenter alors que c'est maintenant qu'elle en a le plus besoin. Alors, elle décide de chercher des réponses. Elle contacte l'ami de Malcolm à qui avait confié les cartes mémoires et qui en avait remis une partie à Adam. Celui-ci lui annonce qu'Adam l'a appelé afin de restaurer le son sur une vidéo en particulier. Elle découvre plus tard que c'est la vidéo sur laquelle Sharon tente de sauver Skye. Elle confronte Adam, qui lui dit qu'il n'a finalement rien trouvé. Mais Phyllis n'y croit pas et lui demande la carte mémoire contenant la vidéo. Adam lui dit qu'il ne l'a plus. Elle décide alors d'écrire un article qui accuse Adam d'avoir la preuve de l'innocence de Sharon mais de ne pas l'utiliser pour la faire libérer. Lorsque l'article sort, Noah confronte son oncle et le traite de monstre pour laisser sa mère croupir en prison alors qu'elle n'a rien fait et qu'il est en mesure de le prouver. Mais Adam lui traite de fils ingrat et lui rappelle que depuis le jugement de sa mère, il n'est pas allé la voir en prison. Après cette discussion, Noah prend conscience de ce qu'il a fait tout simplement par pur égoïsme. Il décide alors d'aller la voir, au grand bonheur de Sharon.
- Peu après, Avery Bailey Clark, la nouvelle avocate de Sharon engagée par Victor, réussit à lui organiser un nouveau procès. Lors de la première audition de ce nouveau procès en septembre, Adam expose l'infidélité de Sharon avec Sam, affirme qu'elle a voulu abandonné ses enfants et dit qu'il ne sait pas si elle a tué Skye. Mais Avery le discrédite quand elle le fait lire devant la cour le compte rendu du témoignage qu'il a fait après la première arrestation de Sharon dans lequel il dit qu'elle n'aurait jamais pu tuer Skye et qu'elle n'était pas allée à Hawaï dans ce but. Sentant que le procès débute mal pour lui, le procureur propose le jour-même une offre à Sharon : si elle plaide coupable, elle ne fera que 18 mois de prison. Sharon accepte au grand regret de Victor et Avery. Pour lui faire changer d'avis au dernier moment, Avery demande à Nick d'emmener Noah et Faith au tribunal lorsque Sharon rendra sa décision au juge. Sa stratégie se révèle payante puisqu'en voyant ses enfants, Sharon refuse la proposition du procureur. Elle ne veut pas reconnaître quelque chose qu'elle n'a pas fait. Cependant, le lendemain, Noah vient voir sa mère et installe le doute en elle en lui demandant si elle a fait le bon choix notamment pour Faith qui risque de grandir sans sa mère. Il lui demande de revenir sur sa décision mais après réflexion, Sharon refuse. Elle veut justement que Faith soit fière d'elle quand elle saura qu'elle aura lutté pour être innocenté et pense de toute manière que grâce à Avery, elle y arrivera bientôt.

### Noah et la musique
- En septembre 2011, Noah annonce à Devon qu'il ne finira pas l'album avec lui car il a accepté de créer des musiques publicitaires pour Jabot. Tucker apprend la nouvelle le jour-même et ordonne à Devon de lui trouver un nouveau talent en moins de 24h sinon il sera viré. Devon pense alors à sa sœur Ana mais le problème est qu'elle entre au lycée et ne peut pas tout plaquer. Le lendemain, Tucker vire Devon.
- Parallèlement, Eden éprouve toujours des sentiments pour lui et tente de le rendre jaloux avec Danny. Cependant, ça ne marche pas vraiment car il est passé à autre chose. Le 2 novembre, sa mère finit par être libérée grâce à Phyllis & Ronan qui apportent la carte mémoire de son appareil photo au juste. Quelques semaines plus tard, Noah s'en va à New-York pour écouter les nouvelles musiques publicitaires de Jabot.

### Le retour de Noah
- En mai 2012, Noah revient en ville. Sa mère lui apprend alors qu'elle est en couple avec Victor. Contre toute attente, Noah lui dit qu'il accepte sa relation avec son grand-père et qu'il n'a pas à gérer sa vie. En même temps, son père lui annonce qu'il va se remarier avec Phyllis et qu'elle est enceinte. Noah est donc avec sa famille pour l'anniversaire de la mort de Cassie le 24 mai. Après que chacun ait été se recueillir sur sa tombe, Sharon organise chez elle une fête improvisée avec toute la famille en sa mémoire, ce qui permet à tout le monde de dépasser leurs différends et d'être ensemble en ce jour particulier.
- Peu après, Jack organise un barbecue au manoir Abbott. Noah y voit Eden avec Kyle et comprend qu'il se passe quelque chose entre eux deux. Un moment donné, Noah avoue à Abby qu'il vit chez un ami à lui temporairement le temps de trouver quelque chose de mieux. Eden l'entend et lui propose alors de vivre avec elle en toute amitié étant donné qu'il y a une chambre de libre depuis qu'elle a viré Ricky Williams. Elle avoue aussi qu'elle voudrait quelqu'un avec elle pour la protéger de Ricky, qui vit désormais sur le même palier qu'elle.

### La mort de Courtney
Début avril 2015, Noah demande Courtney en mariage, elle accepte. Ils l'annoncent a leurs familles et amis. Le lendemain (jour de son mariage avec Courtney), tout le monde est présent à la cérémonie, sauf Courtney, qui a un imprévu en découvrant quelque chose au poste de police de Genoa. Elle contacte Noah et les autres, excepté Stitch et Nicholas, ce dernier ignorant le secret des autres. Ils vont au Chalet Abbott et ne trouvent pas Courtney. Noah appelle le téléphone de Courtney et c'est Avery qui répond, après l'avoir trouvé dans une petite poubelle à côté du bureau de Kevin. Noah lui dit que c'est à Courtney. Abby crie et Noah raccroche. Ils trouvent Courtney. Noah est effondré. Stitch lui fait un massage cardiaque mais s'arrête très vite. Il déclare que Courtney est morte. Mariah tente d'appeler la police. Kyle trouve un mot qui dit "Vous étiez prévenus, arrêtez vos recherches" Avery apprend plus tard à Dylan la mort de Courtney (épisodes diffusés le 8 et le 9 février 2018 sur TF1). Paul arrive ensuite sur les lieux du crime. Il demande aux jeunes comment c'est arrivé. Ils avouent que Courtney a été assassiné et avouent également qu'Austin est lui aussi mort assassiné. Paul interroge chacun d'entre eux pour avoir leur version. Puis Noah rentre chez lui, accompagné de ses parents. Après le départ de Nick, Noah blâme Sharon et commence à avoir du mal à croire en son innocence. Il lui demande si elle a tué Courtney, Sharon lui assure que non. Nick intervient et Noah avoue à son père qu'il est au courant pour l'histoire de Sandra Allen (voir Nick et Sharon) et que Sharon a donné une interview à Austin.

### Justice pour Courtney et rencontre avec Marisa
Noah rencontre Marisa peu après qu'elle a échappé au double de Jack, Marco Anicelli et lui offre un toit et un boulot. Très vite, une amitié naît entre eux et ils deviennent proches. Noah obtiendra enfin justice pour Courtney quand Marco Anicelli est arrêté par Jack, Phyllis et Victor. Puis quand le responsable de son meurtre, l'inspecteur Harding est démasqué et tué par Dylan. Il devient proche de Marisa et ils finissent par coucher ensemble et à devenir amants. Victor n'apprécie cette relation pour son petit fils, mais ce dernier l'envoie promener.

### L'arrivée de Luca
Noah apprend que Marisa était marié à Luca Santori et possède une enfant, Ava. Il se sent trahi et rompe avec Marisa qui décide de quitter Genoa, mais elle se fait enlever par la famille de Luca sans que ce dernier le sache. Elle finira par s'en sortir et restera avec Luca pour qu'il lui dise où est leur fille, mais Marisa est toujours amoureuse de Noah. Ce dernier le comprend et ils finiront par faire l'amour.

### Relation avec Marisa
Peu avant l'incendie de la Tour Newman, Luca surprend Noah et Marisa en train de faire l'amour. Néanmoins il accepte de lui dire où est Ava, ils partent pour la voir. Voyant le bonheur de sa fille, Marisa décide de la laisser à ses parents adoptifs. Elle revient à Genoa City avec Luca, et se remet avec lui, malgré tout Noah et Marisa ont toujours des sentiments l'un pour l'autre.

### L'accident de William
Ne supportant plus de voir Marisa avec Luca, Noah s'en va durant le mariage d'Abby et Stitch et percute avec sa voiture, sans le savoir et sans le vouloir, William qui venait d'être tabassé pour une dette de jeu. En voulant rattraper Noah pour lui expliquer, Marisa voit William blessé et prévient les secours. Elle apprend à Noah ce qu'il a fait, ce dernier veut se dénoncer mais par amour pour lui, Marisa lui conseille de ne pas le faire. Quand Luca découvrira ce que Noah a fait, Marisa menacera de le quitter pour toujours pour se mettre avec Noah, s'il ne se tait pas. Quand William sortira finalement du coma et bien vivant, Marisa sera soulagée mais Noah se sentira toujours coupable de n'avoir rien dit, Marisa essaiera de le rassurer.

### Départ de Marisa et Rencontre avec Tessa
Marisa et Noah vivront le parfait amour (notamment le jour de la Saint Valentin). Ils finissent par être fiancés. Malheureusement, Marisa voudra retourner en Espagne pour être auprès de sa fille, par amour Noah la laissera partir et les deux seront tristes de leur séparation.
Plus tard, Noah rencontrera Tessa une jeune musicienne talentueuse que Nikki a prise sous son aile, (voulant l'aider car elle a affronté les mêmes difficultés qu'elle dans le passé), et aura un faible pour elle. Mais il apprendra que Tessa et Mariah se sont embrassées et rompera avec elle. Il décidera finalement de quitter Génoa pour rejoindre Marisa.